# Tjuzjaja rodnja
Tjuzjaja rodnja (russisk: Чужая родня) er en sovjetisk spillefilm fra 1956 af Mikhail Sjvejtser.

## Medvirkende
- Nikolaj Rybnikov som Fjodor Solovejkov
- Nonna Mordjukova som Stesja Rjasjkina
- Nikolaj Sergejev som Silanti Ryasjkin
- Aleksandra Denisova som Alevtina Ryasjkina
- Jelena Maximova som Varvara Stepanovna